# Стрельба в Гамбурге (2023)
9 марта 2023 года в Гамбурге, недалеко от Альстердорфа, в районе Гросс-Борстель в Зале Царства Свидетелей Иеговы на Дилбёгештрассе произошла массовая стрельба. Восемь человек погибли, включая нападавшего, ещё восемь человек получили ранения. Преступник покончил с собой на месте преступления.

## Ход событий
Преступление было совершено 9 марта 2023 года около 21:00 во время еженедельной религиозной встречи свидетелей Иеговы, проходившей в их собственном трёхэтажном Зале Царства, спустя два часа после её начала. Само мероприятие закончилось в 20:45, присутствующие общались после встречи. В помещении находилось 36 человек (по другим данным — около 50). Сначала преступник обстрелял автомобиль, припаркованный перед зданием, однако водителю удалось спастись. Затем он открыл огонь по людям в Зале Царства сначала с улицы через окно, а затем и изнутри. По словам очевидцев, он выпустил четыре очереди с промежутками между ними от 20 секунд до минуты. Стрелявший израсходовал 9 магазинов по 15 патронов (всего было сделано 135 выстрелов).
Начиная с 21:04 в полицию по поводу происходящей стрельбы поступило 47 звонков. Полицейские оказались на месте 21:08, однако не смогли сразу проникнуть в здание. По счастливому стечению обстоятельств, неподалёку от Зала Царства находилось подразделение спецназа, которое в этот момент возвращалось с дежурства. Благодаря этому силовики смогли прибыть на место уже в 21:09, после чего, сломав дверь, проникли на территорию и в здание, в котором ещё продолжалась стрельба. В процессе преследования убийцы силовики услышали ещё один выстрел: преступник покончил с собой из собственного оружия на первом этаже.
В общей сложности в операции участвовало около 950 офицеров полиции — в основном из-за того, что изначально были подозрения о наличии второго нападавшего. В операции были также задействованы полицейский вертолёт и группа по разминированию. Улицы поблизости были оцеплены, а жителей близлежащих районов просили не покидать свои дома из-за имеющейся угрозы.
Благодаря быстрым и решительным действиям полиции, прибывшей на место в кратчайшие сроки, ей удалось спасти 20 человек, которые смогли покинуть помещение невредимыми. В противном случае, по оценкам представителей власти, число жертв, скорее всего, было бы выше, поскольку у убийцы при себе был рюкзак, полный боеприпасов (20 неизрасходованных магазинов).

## Жертвы
В результате инцидента 8 человек погибли и ещё 8 получили ранения, из них четверо находились в тяжёлом состоянии с угрозой для жизни. В число погибших входят четыре мужчины и две женщины в возрасте от 33 до 60 лет, а также плод девочки в возрасте 28 недель, находившийся в утробе матери (сама мать выжила), и сам преступник, покончивший с собой. Все погибшие были гражданами Германии. В числе раненых — шесть женщин и двое мужчин в возрасте от 23 до 46 лет. Кроме шести граждан Германии, в них входят по одному гражданину Уганды и Украины. 17 марта представитель свидетелей Иеговы в северной Германии Майкл Цифидарис сообщил, что жизни всех раненых ничего не угрожает.
По словам начальника полиции Гамбурга, жертвы не имели родственных или иных связей с преступником.

## Преступник
Стрелявшим был неженатый 35-летний гражданин Германии Филипп Фусс (Philipp Fusz), бывший член Свидетелей Иеговы. Он являлся членом общины на протяжении всего нескольких месяцев, после чего добровольно покинул организацию за 18 месяцев до инцидента. В интернете он называл себя «бизнес-коучем», предлагавшим сомнительные услуги по непомерно завышенным ценам (250 тыс. евро в день). Преступник действовал в одиночку. По данным полиции Гамбурга, мотивы преступления неизвестны, при этом власти уточнили, что террористическая или политическая подоплёка не усматривается. По данным Der Spiegel, в списках экстремистов убийца не числился, ранее проблем с законом и судимостей не имел. Оружием — полуавтоматическим пистолетом марки «Heckler & Koch» P30 — он владел на законном основании, при этом лицензия на оружие (в качестве снайпера) была получена им незадолго до преступления, а именно в декабре 2022 года.
В 2019 году окружение Фусса заметило изменения в его поведении, после чего Фусс обратился к врачам, «чтобы справиться со своими психологическими проблемами», и находился на стационарном лечении в Баварии. В 2021 году Фусс заявил, что хочет лечиться самостоятельно. Тогда отец Фусса обратился за помощью к властям по поводу психологических проблем сына, сообщив в социальную психиатрическую службу, что сын слышит голоса и хочет покончить с собой. По словам начальника управления уголовной полиции земли Гамбург Яна Хибера, после беседы с Фуссом власти на тот момент не сочли необходимым предпринимать дальнейшие меры.
В январе 2023 года, за два месяца до инцидента, в Управление по контролю над вооружениями поступило анонимное письмо, касающееся Филиппа Фусса, в котором утверждалось, что он имеет «недиагностированное психическое заболевание», из-за которого не имеет права носить оружие. 7 февраля 2023 года полицией была проведена проверка, которая на момент её проведения не выявила достаточных оснований для отзыва лицензии. Фусс убедил офицеров, что причин для беспокойства нет. Ему лишь было вынесено устное предупреждение за то, что патроны хранились вне сейфа, как это положено по закону.
В конце 2022 года Фусс самостоятельно издал книгу под названием «Правда о Боге, Иисусе Христе и Сатане», о которой писал, что она «станет новой стандартной книгой наряду с Библией и Кораном, книгой, которая будет актуальна и через 100 лет». Книга объёмом 300 страниц была переведена им на несколько языков. В ней он утверждает, что ему снились пророческие сны, что он три года путешествовал по аду, а также имел «ангельскую аудиторию» и «ангельских поклонников». Кроме того, Гитлер восхваляется в книге как орудие Христа. По мнению эксперта Филиппа Каше, исследования публикаций Фусса было бы достаточно, чтобы усомниться в его адекватности и превентивно принять необходимые меры до тех пор, пока не была бы проведена тщательная проверка. Начальник полиции Гамбурга Ральф Мартин Мейер сказал, что одного анонимного письма было недостаточно для отзыва лицензии на оружие, однако после изучении книги Фусса можно было бы инициировать специализированный психиатрический процесс. Мейер заявил, что после получения анонимного письма офицеры искали книгу Фусса в Google, но ничего не нашли (в то время книга не имела популярности и Google не отображал её в результатах поиска), а при посещении личного сайта Фусса не придали ей особого внимания. Также Мейер заявил, что у полицейских не было достаточных оснований, чтобы во время визита к Фуссу их сопровождал полицейский психолог, так как на это требовалось бы согласие самого Фусса. По словам Мейера, действия властей, которые исходили из имевшихся на тот момент сведений, в то время не вызывали возражений.
Согласно заявлению начальника полиции Гамбурга, сделанному 11 марта 2023 года, власти продолжают расследовать психическое состояние убийцы. Так, полицией были заказаны два отчёта по изучению книги Фусса. Согласно их результатам, книга не содержит доказательств планировавшегося насилия (и вообще не упоминает свидетелей Иеговы), однако свидетельствует, что преступник с высокой долей вероятности страдал расстройством личности с преимущественно нарциссическим компонентом, демонстрируя явные признаки самоуверенности, мании величия и чрезмерной потребности в признании. Также, по мнению одного из экспертов, Фусс был фанатиком, злившимся на то, что, как он считал, «христианские религиозные общины скрывают правду от верующих».
По данным немецких властей, информация об употреблении Фуссом наркотических веществ отсутствует.

## Реакция
Мэр Гамбурга Петер Ченчер выразил глубокое сочувствие семьям погибших в Твиттере и назвал сообщения об инциденте «шокирующими». Канцлер Германии Олаф Шольц назвал преступление «жестоким актом насилия» и выразил им поддержку. Сочувствие родственникам погибших также выразил президент Франции Эмманюэль Макрон.
Представители свидетелей Иеговы в Германии выпустили заявление, в котором отмечено, что «религиозная община глубоко опечалена ужасающим нападением на её членов в Зале Царства в Гамбурге после религиозной службы». В субботу, 25 марта 2023 года, свидетели Иеговы провели похоронную церемонию в зале недалеко от места преступления, на которой присутствовали около 4000 человек, в том числе приглашённые представители власти.
Другие религиозные течения Гамбурга также провели собственное межконфессиональное поминовение 19 марта 2023 года.
Событие получило широкий общественный резонанс и освещалось многими мировыми СМИ.

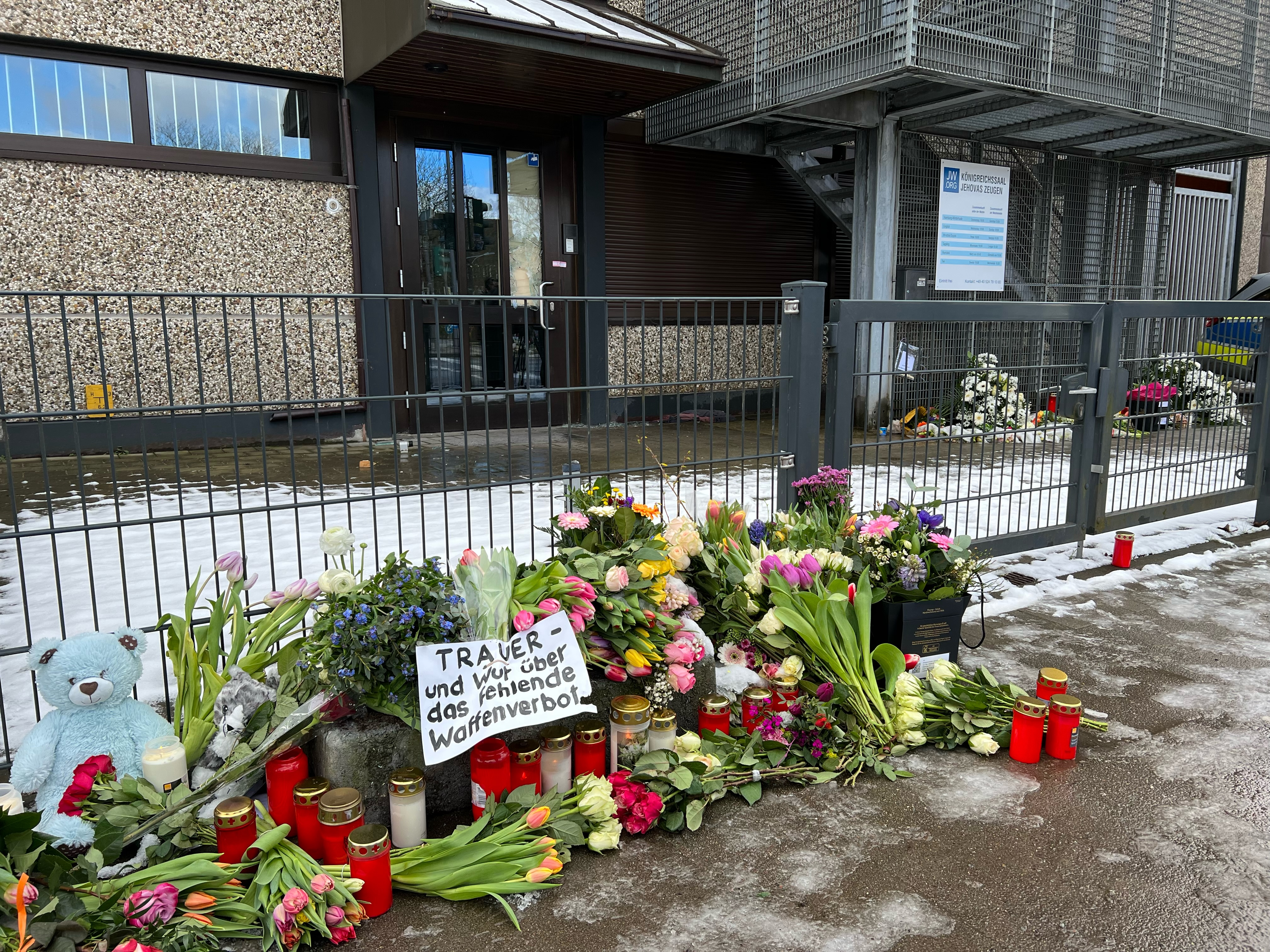
Цветы и табличка с надписью «Траур — и гнев по поводу отсутствия запрета на оружие»
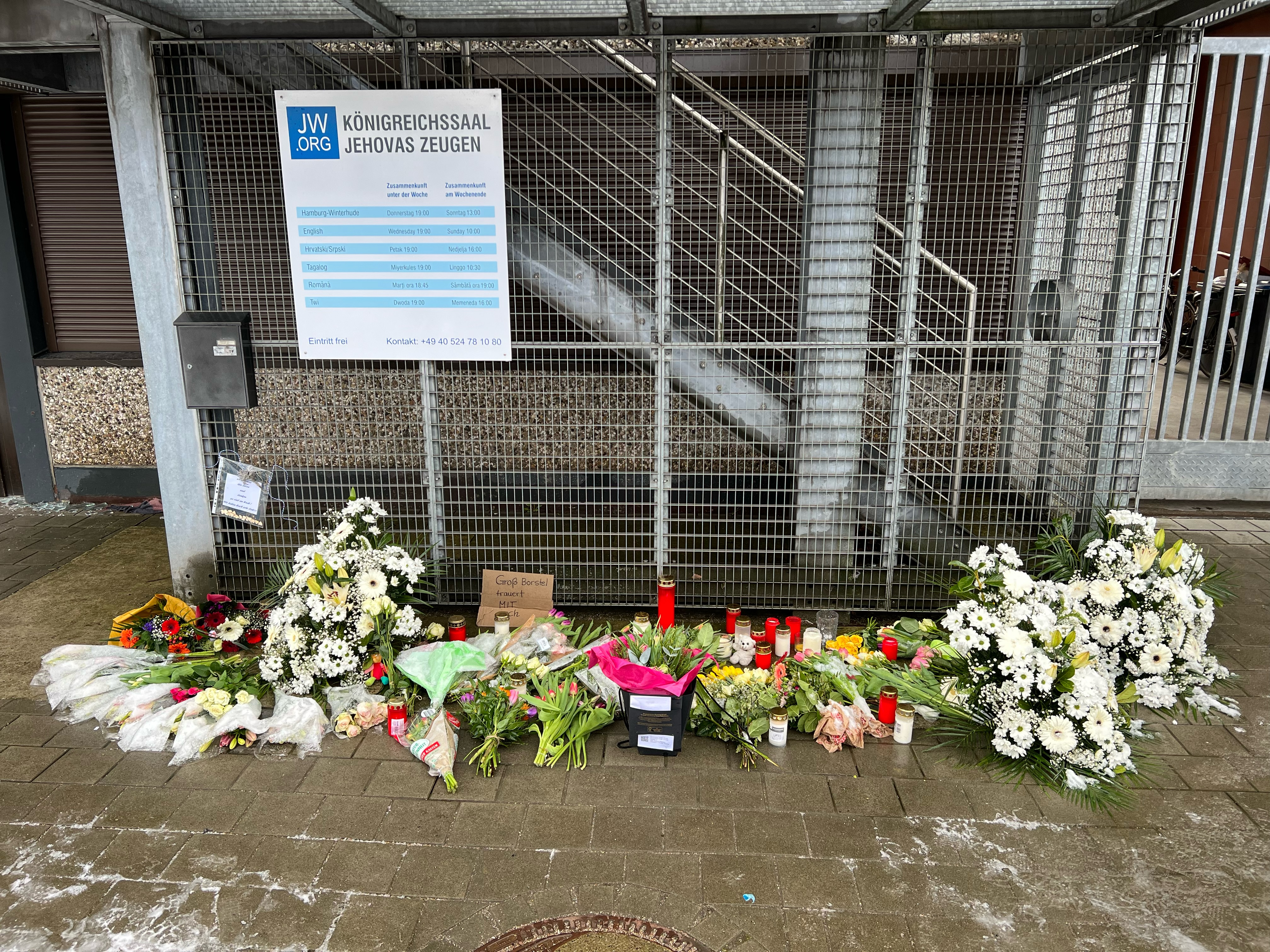
Цветы около ограждения Зала
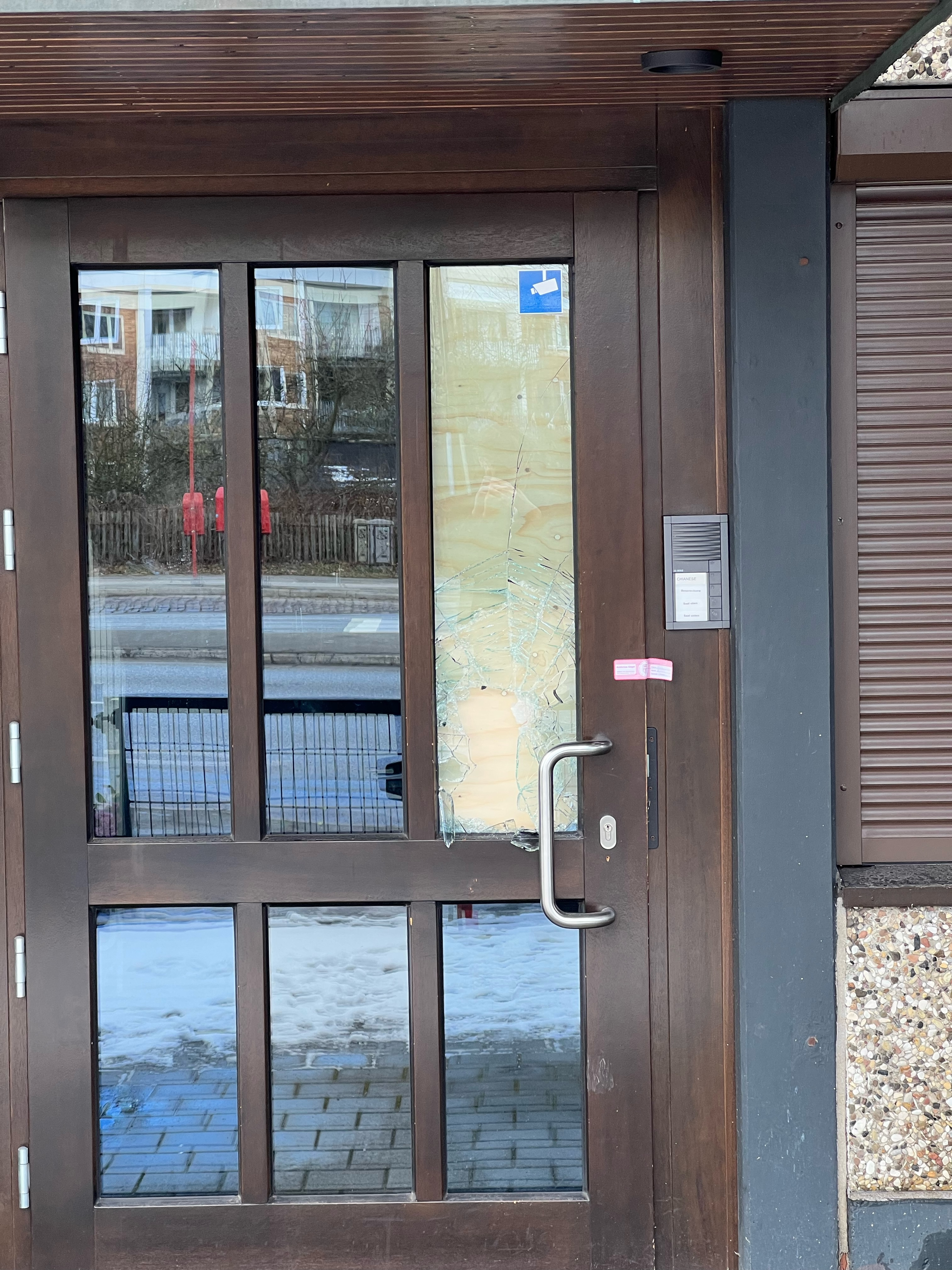
Разбитая входная дверь

Начальник полиции Ральф Мартин Мейер сообщил, что после случившегося преступления была создана рабочая группа из 10 человек, которая разрабатывает поправки к законам об оружии. В частности, предлагается ужесточить требования для получения лицензии на оружие и его регистрации, а также разработать механизм реагирования на анонимные сообщения о возможных психических отклонениях владельцев оружия.